# Ламелярно-ламінарний обладунок
Ламелярно-ламінарний обладунок — різновид монгольских обладунків XIII-XIV століть.

## Опис
Монгольські вояки XIII-XIV століть використовували два основних різновиди обладунків з твердих матеріалів (хуяг) — ламінарні та ламелярні. Перші складались з горизонтально розташованих смуг, зроблених з твердої шкіри, заліза або сталі, другі відрізнялись тим, що смуги набирались з окремих пластин, з'єднаних між собою ремінцями. Смуги обидвох варіантів також з'єднувались між собою ремінцями. Комбінований варіант обладунку являв з себе чергування суцільних ламінарних смуг з ламелярними смугами. Крій усіх трьох варіантів обладунків був однаковий та мав два варіанта — кіраса-корсет та халат.
Кіраса-корсет являла собою нагрудник та наспинник, які з'єднувались на плечах ременями, ламелярними смугами або вигнутими сталевими смугами. Вони могли використовуватись самостийно, але зазвичай доповнювались прямокутними наплічниками та набедрениками. Панцир крою «халат» відрізнявся від кіраси-корсета тим, що мав осьовий розріз попереду, інколи позаду. Також він міг мати косий запах, на кшталт звичайних халатів з тканини. Він міг бути коротким — до талії, або довгим — до колін, або до середини голені. Ламелярні пластини могли інколи, повністю або частково, покриватися позолотою чи воронуванням. Шкіряні ламінарні смуги (або металеві, які обклеювали шкірою), могли розписуватися та покриватися прозорим або кольоровим лаком. Чергування таких смуг у ламелярно-ламінарному обладунку, створювало додатковий декоративний ефект. Додатковою прикрасою також були ряди різнокольорових ремінців або тасьм.